# 낙성대
낙성대(落星垈)는 강감찬이 태어난 곳으로, 서울특별시 관악구 봉천동 228번지에 위치해 있다. 낙성대는 그가 태어날 때 별이 떨어진 곳이라는 뜻이다. 강감찬(姜邯贊, 948∼1031) 이 태어난 낙성대를 보존하고, 강감찬을 기리기 위해 조성하였는데 1973년 11월부터 공사를 시작하여 1974년 6월 10일에 공원 조성이 완료되었다. 면적은 3만 1,350m2이었다.

## 전해지는 이야기
강감찬 장군이 태어날 때 출생지에 큰 별이 떨어졌다는 의미로 낙성대라고 이름이 붙여졌다. 조선 초기의 문신인 성현(成俔, 1439~1504)이 쓴 《용재총화》(慵齋叢話)에는 강감찬이 몸집이 작고 귀도 조그마했다고 전하면서 강감찬의 관상은 귀인상이었다고 기록하고 있다.
기록에는 송나라 사신과 관련하여 전하길, 어느 날 키 크고 잘생긴 선비를 관리 복장을 하게 하고 강감찬은 허름한 옷을 입고 그 뒤에 섰는데, 사신은 한눈에 강감찬을 알아보았다고 한다. 송나라의 사신이 가난한 선비를 보고, “용모는 비록 크고 위엄이 있으나 귀에 성곽(城郭)이 없으니, 필연코 가난한 선비다.” 하고, 강감찬을 보고는 두 팔을 벌리고 엎드려 절하며, “문곡성이 오랫동안 중국에 나타나지 않더니, 이제 동방(東方)에 있습니다.”라고 했다는 기록이다.
《고려사》는 강감찬을 가리켜 문곡성의 화신이라 했고, 《용재총화》는 염정성의 화신이었다고 기록되어 있는데 아마도 구전되는 설화이라 차이가 생긴 것으로 보인다. 일화에 등장하는 문곡성은 북두칠성의 4번째 별로 문운(文運)을 주관하고 5번째 별인 염정성은 형살(刑殺)을 주관한다는데 북두칠성은 국자 모양의 맨 앞별에서부터 차례로 탐랑성∙거문성∙녹존성∙문곡성∙염정성∙무곡성∙파군성으로 붙여져 있다.
강감찬이 과거에 장원급제한 문신이면서도 거란을 물리친 무장의 재능을 갖추었기 때문에 문곡성∙염정성이 등장한 것같다. 중국에서는 문곡성의 화신을 판관 포청천으로 봤고 문곡성이 중국에서 고려로 건너왔으니 송나라의 사신이 큰 절을 올렸던 것이다.

### 안국사
1973년~1974년에 걸쳐 409m의 담장을 쌓고, 영정을 모신 안국사(安國祠)를 지어 일대를 공원을 조성하였다. 안국사는 외삼문인 안국문을 거쳐, 내삼문 안에 건축되었는데, 사당 안에는 장군의 영정이 모셔져 있다.
공원 면적은 31,350m²이고, 안국사의 면적은 237.6m²이다. 내부에는 강감찬 장군의 동상과 안국사 앞에는 원래 낙성대 터에 있던 고려시대에 만들어진 3층 석탑을 배치해 두었다. 이 탑은 13세기에 만들어진 것으로 추정되며, 탑의 높이는 4.48m이다. 임진왜란 때 왜군들이 석탑의 위 층을 빼내어 탑의 높이를 한 층 낮추고, 탑안에 보물을 훔쳐갔다는 일화가 전하며, 탑 주위의 병풍바위와 선돌바위도 모두 부수고, 탑의 동쪽 구릉을 파내어 땅의 혈맥을 끊기도 했다고 전해진다. 이 탑에 연유하여 옛날에는 주변 마을을 탑골이라고 하였다.

### 낙성대유지
1974년 8월 21일 지정된 서울특별시 기념물 제3호로 관악구 봉천동 218-4에 위치한다. 이곳은 강감찬 장군의 출생지로, 출생지임을 나타내기 위해 사리탑식3층 석탑을 세우고 후세에 전하여 왔다.
1973년 낙성대를 정비하면서, 이 석탑을 안국사의 경내로 옮기고, 그 자리에는 1974년 따로 높이 2m의 유허비를 세워 사적지임을 표시하였다.

## 낙성대 날조 논란
고려 공신의 후손이라고 하여 조선 시대에 피박을 받은 진주 강씨 문중에서는 1964년 장군의 묘를 발견하였다. 그 이후 문중에서는 이 강감찬 출생지가 가짜라는 이유로, 강감찬 장군의 제사는 충북 옥산면 국사리 묘터로 옮겨서 지낸다.

## 관련 문화재
- 낙성대 삼층석탑 - 서울특별시 유형문화재 제4호

## 같이 보기
- 낙성대역
- 낙성대공원
- 강감찬 생가터
- 강감찬 충현사

## 참고 문헌
- 『한국중세사회사연구』, 이수건 저, 일조각(1984년)
- 『서울육백년사(六百年史)』, 문화사적편(文化史蹟篇), 서울특별시사편찬위원회(1987년)